# Charles W. Brazenor
Charles Walter Brazenor (* 1. April 1897 in Brighton, Sussex; † 5. Mai 1979 in Healesville, Victoria) war ein australischer Zoologe und Museumsdirektor britischer Herkunft. Seine Interessen galten der Mammalogie und der Herpetologie.

## Leben
Brazenor war der Sohn von Charles Ferris und Evelyn Beatrice Lavinia Brazenor, geborene Pratt. Er wurde am York House in Brighton und am Brighton Art College ausgebildet. Während des Ersten Weltkriegs diente er in Britisch-Indien, darunter in Afghanistan und in Wasiristan. 1923 wanderte Brazenor nach Australien aus und wurde als Präparator am damaligen National Museum of Victoria in Melbourne (heute Melbourne Museum) angestellt. Im November desselben Jahres heiratete er Nellie Louise Goddard. Aus dieser Ehe gingen zwei Töchter hervor. 1931 wurde Brazenor zum Kurator der Säugetierabteilung des National Museum of Victoria ernannt. Aufgrund seiner künstlerischen Ausbildung wurde er unter anderem beauftragt, Ausstellungen vorzubereiten und Dioramen mit den Lebensräumen verschiedener Tiere zu gestalten, darunter 1928 das erste Diorama des Museums mit einem Löwenrudel. Während des Zweiten Weltkriegs arbeitete Brazenor für das Department of Home Security, wo er einem Kreis von Künstlern angehörte, die mit der Tarnung von Fabriken und anderen Einrichtungen beauftragt waren. 1953 wurde er stellvertretender Direktor und von September 1957 bis zu seinem Ruhestand im Jahr 1962 war er Direktor des National Museum of Victoria. 
1934 beschrieb Brazenor die Rauchgraue Australienmaus (Pseudomys fumeus) und 1936 die Kurzschwanz-Hüpfmaus (Notomys amplus), eine ausgestorbene Nagetierart, die nur von zwei im Jahr 1896 gesammelten Exemplaren bekannt ist. 1947 beschrieb er die Schlangenart Denisonia furva von Bougainville, die heute als Synonym von Parapistocalamus hedigeri Roux, 1934 gilt. 1950 gab er das Buch The Mammals Of Victoria and The Dental Characteristics of Monotremes and Australian Marsupials heraus. 1951 veröffentlichte er eine Revision der australischen Doppelfingergecko-Gattung Diplodactylus unter dem Titel On the Victorian species of tuberculated Diplodactylus. Zu Brazenors bekanntesten Artikeln zählt A Re-Examination of Gymnobelideus Leadbeateri McCoy, der 1932 in der Zeitschrift The Australian Zoologist der Royal Zoological Society of New South Wales veröffentlicht wurde. Hier gibt er einen umfassenden Überblick über die fünf zu der Zeit bekannten Museumsexemplare des Hörnchenbeutlers (Gymnobelideus leadbeateri), eine Art, die zwischen 1909 und 1961 nicht gesichtet wurde.